# Thierry Redler
Pour les articles homonymes, voir Redler.
 (octobre 2012).
Thierry Redler est un acteur, réalisateur et auteur français, né le 22 février 1958 dans le 9e arrondissement de Paris et mort le 26 juillet 2014 à La Rochelle.
Il est le père des comédiens Romain, Jim, Arthur, Kim et Lou Redler.
Il est connu pour être la première voix française de Son Goku dans Dragon Ball Z.

## Biographie

### Jeunesse et formation
Il passe son enfance à Royan. Alors qu'il est âgé de huit ans, sa mère meurt d'une embolie pulmonaire,. Adolescent, Thierry Redler connait les maisons de redressement. Il s'intéresse aux arts martiaux et à la danse, il est l'élève de Guillermo Palomares, professeur de danse diplômé des grandes écoles soviétiques et de l'opéra de Berlin qui remporte en 1975 le Concours chorégraphique international de Bagnolet.
Il est repéré par Roger Dallier qui lui offre son premier rôle, à dix-sept ans, dans Le Crime des innocents où il joue un soliste dans les ballets russes d'Irina Grjebina. Dès lors, il se consacre au métier de comédien et suit les cours de théâtre d'Yves Brainville et de Geneviève Casile de la Comédie-Française.

### Carrière
Thierry Redler enchaîne les films, mais est aussi à l'affiche au théâtre avec Jean Piat, puis Serge Lama au théâtre Marigny. Il est nommé pour le prix Gérard-Philipe.
Dans les années 1980, il est l'un des présentateurs vedettes d'une émission à succès de TF1 Salut les Mickey réalisé par Christophe Izard, le créateur de Casimir. La série Les Nouveaux Chevaliers du ciel (1989-1991) avec Christian Vadim le fait connaître du public en tant que comédien.
En 1993, il tient le rôle de Marc Malloy dans Les Filles d'à côté et dans Les Nouvelles Filles d'à côté, puis celui de Jean Garnier dans L'Un contre l'autre, aux côtés de Rochelle Redfield, comédienne connue pour son rôle de Johanna dans Hélène et les Garçons et ses suites, sitcoms de Jean-Luc Azoulay. En 1996, il écrit pour son fils qui rêve de monter sur les planches, sa première pièce Enfant cherche Baby-sitter pour garder Papa. Pour poursuivre dans cette nouvelle voie, il suit des stages de formation au montage image, au son et à la lumière. Il fait aussi une publicité pour la marque de fromage « Caprice des Dieux », rediffusée en 2016 à l'occasion des 60 ans de la marque.
En 1998, sur les lieux de son enfance à Royan en Charente-Maritime, il écrit et tourne un téléfilm quasi-autobiographique intitulé La Traversée du phare qui obtient le prix Genève Europe du meilleur scénario de film européen de l’année. En 2000, il réalise à La Rochelle un deuxième téléfilm, suite du premier : Les Inséparables, prix spécial de jury de la « Fondation pour l'enfance » patronnée par Anne-Aymone Giscard d'Estaing.
En 2000, il écrit et joue avec son fils aîné, (comédien dans le film Tais-toi !), une nouvelle pièce Papa qu’est ce que tu veux faire quand tu seras grand ! qu’il reprend avec Jim en 2005. Directeur de collection de la série Les Monos, il réalise un des épisodes pour France 2, L'esprit d'équipe.
En 2007, il joue le rôle d’un chirurgien aux côtés de Patrick Catalifo pour la série de France 2, Les Hommes de cœur, dirigé par Édouard Molinaro. Deux nouveaux téléfilms sont tournés au Cambodge toujours sous la direction du metteur en scène. Linh-Dan Pham - qui a obtenu un César en 2006 pour De battre mon cœur s'est arrêté - est de la distribution.
À la suite des deux tournages, Thierry Redler part à Phnom Penh réaliser bénévolement un documentaire sur l’action de ces chirurgiens et devient parrain de l'association La chaîne de l'espoir.
En 2013, il écrit, en hommage à sa compagne, un nouveau spectacle intitulé À côté d'elle, qu'il joue les 12 et 15 juin 2013, au Théâtre de Ménilmontant puis du 8 au 31 juillet au Théâtre Rouge Gorge pour le Festival d'Avignon.

### Vie privée
Thierry Redler a eu quatre enfants avec Billie Redler, épousée en premières noces : Romain (1982), Jim (1986), Arthur (1992) et Kim (1993).
Il a ensuite eu un cinquième enfant, Lou (2004), avec Delphine Hallier. Celle-ci meurt en juin 2011 à l'âge de 38 ans, des suites d'un cancer du sein.
Thierry Redler avait reçu un diagnostic erroné de troubles bipolaires, mais a été diagnostiqué plus tard avec un syndrome d'Asperger[source insuffisante].

### Mort
Le 24 juillet 2014, Thierry Redler est retrouvé inanimé sur son bateau, au Vieux-Port de La Rochelle. Il meurt dans la même ville deux jours plus tard, le 26 juillet, à l'âge de 56 ans. Ses obsèques ont lieu le 5 août au crématorium du Père-Lachaise, où il est crématisé, en présence de ses fils Romain et Jim Redler. Ses cendres sont déposées dans le caveau familial au cimetière de La Ferté-sous-Jouarre (Seine-et-Marne).

### Fondations
- Les Enfants sous les projecteurs
- Les Jeunes ont la parole
- Parrain de La Chaîne de l'espoir

## Ballets et comédies musicales
- 1974 :  L'Enfant et la mort au Théâtre des Champs-Élysées
- 1974 : Compagnie Ballet Contemporain : hommage à Martin Luther King, SOS Viêt Nam, hommage à Pablo Neruda, shows TV - Arthur Plaechert, Musigrains - Rostropovitch, Volga - Théâtre du Châtelet, Rose de Noël - Théâtre de la Ville, Roméo et Juliette - Prokofiev
- 1975-1980 : ballets russes Irina Grjebina
- 1980 : soliste du ballet de Maurice Béjart

## Théâtre
- 1979 : L'Homme couché de Jorge Semprún au Théâtre Montparnasse
- 1980 : Les Plaisirs de l'île enchantée de Molière à la Comédie-Française
- 1981 : Narcisse de Paul Valéry au Centre Beaubourg
- 1982 : Tribulations de Triboulet, sotties du Moyen Âge, tournée en France
- 1982 : Rencontres du Palais Royal au Théâtre du Palais-Royal
- 1982 : Ruy Blas de Victor Hugo
- 1983 : L'Étiquette de Françoise Dorin, mise en scène de Pierre Dux, au Théâtre des Variétés
- 1984-1986 : Napoléon de Jacques Rosny au Théâtre Marigny
- 1987 : Scènes de chasse en Bavière
- 1993 :  Enfant cherche Baby-sitter pour garder Papa de Thierry Redler avec Romain Redler au Théâtre Les Blancs-Manteaux.
- 1996-2001 :  Enfant cherche Baby-sitter pour garder Papa de Thierry Redler au théâtre Daunou, au T.B.B. et au Théâtre de Ménilmontant.
- 2006 : Papa qu'est-ce que tu veux faire quand tu seras grand ? (avec son fils Romain puis son fils Jim), pièce écrite et mise en scène de Thierry Redler (assistant mise en scène : Dominique Moreau)
- 2006 : 1,2,3 Sardines avec David Bazan, Sylvie Audcoeur, Olivier Yeni, Christophe Abrial et Héléna Grouchka à La Grande Comédie
- 2008 : La Dame de chez Maxim au Théâtre des Nouveautés
- 2009 : Tout le plaisir est pour nous de Ray Cooney, avec Virginie Lemoine, Laurence Badie et Sébastien Castro
- 2013 : À Côté d'Elle, avec Alexandra Magin et Lou Redler au Théâtre de Ménilmontant et au Festival d'Avignon

## Filmographie

### Acteur

#### Cinéma
- 1979 : Laura, les ombres de l'été : Costa
- 1983 : Le Retour des bidasses en folie
- 1984 : Le sang des autres : un officier allemand
- 1998 : La classe de neige : un gendarme
- 2009 : Banlieue 13 : Ultimatum : l'homme de main
- 2009 : Unter Bauem : Fremdarbeiter Robert

#### Télévision
- 1979 : Le Crime des innocents (téléfilm) de Roger Dallier : soliste dans les ballets russes d'Irina
- 1980 : Tout le monde m'appelle Pat (téléfilm) : Marc
- 1981 : Cinq-Mars (téléfilm) : le soldat
- 1981 : Les Plaisirs de l'île enchantée (téléfilm) : le roi
- 1982 : Le Rêve d'Icare (téléfilm) : l'homme au smoking
- 1982 : L'amour s'invente (téléfilm) : l'officier S.S.
- 1985 : Entre chats et loups (téléfilm) : Éric Bonnot
- 1986 : L'Étiquette (téléfilm) : Arthur Caporet
- 1986 : La Gageure des trois commères dans la Série rose de Michel Boisrond
- 1987 : Les Enquêtes du commissaire Maigret, épisode : Maigret voyage de Jean-Paul Carrère
- 1988-1991 : Les Nouveaux Chevaliers du ciel (série) : Laverdure
- 1989 : Le Retour de Lemmy Caution (téléfilm) : Martin
- 1991 : Imogène (série) : Michel
- 1991 : Tango Bar (téléfilm) : Rusconi
- 1993-1995 : Les Filles d'à côté (série) de Jean-Luc Azoulay : Marc Malloy
- 1993 : Une femme pour moi de Arnaud Sélignac
- 1994 : Extrême limite : Max (saison 1, épisode 33 : À la vie, à la mort !)
- 1995-1996 : Les Nouvelles Filles d'à côté (série) de Jean-Luc Azoulay : Marc Malloy
- 1995 : La Rivière Espérance (série) de Josée Dayan : Louis Lafaurie
- 1996 : L'Un contre l'autre (série) de Jean-Luc Azoulay : Jean Garnier
- 1996 : Les Surprises du chef (téléfilm) : le fils Largentière
- 1997 : Une femme d'honneur (série) d'Éric Kristy : le chef de la brigade de sauvetage
- 1998 : Quai numéro un (série) de Pierre Grimblat et Didier Cohen : Alain Lombard
- 1999 : La Traversée du phare (téléfilm) de Thierry Redler : Pierre
- 2001 : L'Instit (série), épisode 6x05, L'ange des vignes d'Antopine Lorenzi : Jacques
- 2001 : Les Inséparables (téléfilm) de Thierry Redler : Pierre
- 2002-2003 : Les Monos (série) de Christian Rauth et Daniel Rialet : Luc
- 2005-2006 : Les Hommes de cœur (série) de Jean-Luc Azoulay : Yann Lefoi
- 2006 : SOS 18 (série) de Didier Cohen et Alain Krief : Julien
- 2006 : Le Tuteur (série) de Pierre Grimblat : Willy
- 2008 : La Dame de chez Maxim (téléfilm) : Chamerot
- 2008 : Sous le soleil (série) : Émilien

### Réalisateur
- 1999 : La Traversée du phare
- 2001 : Les Inséparables
- 2003 : Les Monos (série télévisée), épisode L'esprit d'équipe
- 2006 : Le Sourire de Yom (court métrage), avant-première du 8e Festival du film asiatique de Deauville

### Auteur
- 1993-1995 : Les Filles d'à côté (série télévisée) : Marc Malloy
- 1995 : Une famille pour deux (série télévisée)
- 1996 : L'Un contre l'autre (série télévisée), directeur de création
- 1999 : La Traversée du phare (téléfilm), Prix Genève Europe, meilleur scénario européen
- 2001 : Les Inséparables (téléfilm), Prix spécial du Jury de la Fondation de l'enfance, Festival de Luchon
- 2001-2003 : Les Monos (série télévisée)
- 2001 : Les Monos (série télévisée), épisode La Loi du silence, 90 minutes, coauteur Bernard Rosselli
- 2003 : Les Monos (série télévisée), épisode L'Esprit d'équipe, 90 minutes, coauteur Éric Aubrahn
- 2005 : L'Amour volé
- 2006 : Le Père Noël
- 2008 : Né un 7 juillet
- 2011 : L'Enfant et la montagne

## Doublage

### Cinéma

#### Films
- 1994 : Ace Ventura, détective chiens et chats : la mascotte à la fin du film [Qui ?]
- 1996 : La Rançon : Cubby Barnes (Donnie Wahlberg)
- 1998 : L'Homme qui murmurait à l'oreille des chevaux : Joe Booker (Ty Hillman)
- 1998 : Arnaques, Crimes et Botanique : Bacon (Jason Statham)
- 2003 : Braquage à l'italienne : Rob le tombeur (Jason Statham)
- 2005 : Syriana : Jimmy Pope (Chris Cooper)
- 2006 : Blood Diamond : Cordell Brown(Antony Coleman)
- 2008 : Les Copains des neiges : Joe (Mike Dopud)

#### Films d'animation
- 1994[8] : Dragon Ball Z : Rivaux dangereux : Son Gokū et Broly
- 1994 : Dragon Ball Z : Attaque Super Warrior ! : Son Gokū et Bio Broly

### Télévision

#### Téléfilm
- 1995 : Les Roses du mal : Alex Ziegler (Herbert Knaup)

#### Séries télévisées
- 1990-1991 : Twin Peaks : Bobby Briggs (Dana Ashbrook) (1re voix, saisons 1 et 2)
- 1992-1997 : Beverly Hills 90210 : Tony Miller (Michael Cudlitz) (11 épisodes) / Mark Reese (Dalton James) (12 épisodes)
- 1993 : Loïs et Clark : Les Nouvelles Aventures de Superman : Tommy Garrison (Joe Sabatino), (saison 1, épisode 6)
- 1996 : Friends : Ryan (Charlie Sheen) (saison 2, épisode 23)
- 1997-1998 : Sunset Beach : Mark Wolper (Nick Stabile) (156 épisodes)
- 1997-1998 : Melrose Place : Nick Reardon (Scott Plank) (12 épisodes)
- 1998-2000[9] : Les Destins du cœur : Thomas Berger (Vanni Corbellini) (26 épisodes)
- 2003 : 24 Heures chrono : Sam Singer (Ted Marcoux) (saison 3, épisodes 3 et 6)
- 2006 : Charmed : Asmodeus (Steven J. Oliver) (5 épisodes)
- 2006 : Studio 60 : Ron Oswald (Carlos Jacott) (4 épisodes)
- 2007 : The Killing : Vagn Skærbæk (Nikolaj Kopernicus) (18 épisodes)
- 2008-2013 : How I Met Your Mother : lui-même (Alan Thicke) (5 épisodes) et lui-même (Maury Povich) (saison 6, épisode 4)
- 2014 : Inspecteur Barnaby : Thomas Madsen (Nicolaj Kopernikus) (saison 16, épisode 5)

#### Séries d'animation
- 1965[10] : Le Roi Léo : le tigre volant (épisode 9), le cow-boy (épisode 11)
- 1979[11] : Isabelle de Paris : Jean Clément
- 1984-1985[12] : À Plein Gaz : Teddy Tojo
- 1989 : Le Collège fou, fou, fou : Jim (2e voix), Dan (1re voix)
- 1989[13] : Erika : M. Henry (voix de remplacement)
- 1990 : Dragon Ball Z : Son Gokū (épisodes 1 à 10)
- 1990 : RoboCop : voix additionnelles
- 1991 : Shurato : Shurato et Dannoc
- 1996[14] : Dragon Ball GT : Son Goku (épisode 1), Guigui, Bobara, Bébé Mutant et autres personnages

## Discographie
- 1995 : Ton aventurier (CD Single) BMG / AB Disques
- 1995 : Ton aventurier (Compilation Stars TV 2) AB Disques